# Herrnhütte (metro, Neurenberg)
Herrnhütte is een metrostation in de wijk Herrnhütte van de Duitse stad Neurenberg. Het station werd geopend op 27 januari 1996 en wordt bediend door lijn U2 van de metro van Neurenberg.